# Anubis pubicollis
Anubis pubicollis là một loài bọ cánh cứng trong họ Cerambycidae.